# Nußdorf ob der Traisen
Nußdorf ob der Traisen – gmina targowa w Austrii, w kraju związkowym Dolna Austria, w powiecie St. Pölten-Land. Według Austriackiego Urzędu Statystycznego liczyła 1 714 mieszkańców (1 stycznia 2014).

## Współpraca
Miejscowości partnerskie:
- Matrei in Osttirol, Tyrol
- Sármellék, Węgry